# Леопольд Сюрваж
Леопольд Фредерік Леопольдович Сюрваж (31 липня 1879 — 31 жовтня 1968) — російсько-французький художник фінського походження. Навчався в Москві, ототожнював себе з російським авангардом до переїзду в Париж, де ділив студію з Амедео Модільяні та експериментував з абстрактними фільмами. Він також отримував замовлення на Російські сезони Сергія Дягілєва.

## Національність
Серваж був французом російсько-дансько-фінського походження, народився в Лаппеенранта, Фінляндія (в окремих джерелах вказується місцем народження Москва). Серед інших імен — Леопольд Штурцваґе, Леопольд Штурваґе, Леопольдій Штурцваґ і Леопольдій Львович Штурцваґе.

## Біографія
У юному віці Сюрваж отримав направлення на фортепіанну фабрику, якою керував його батько-фін. Він навчився грати на фортепіано, а потім отримав комерційний диплом у 1897 році. Після важкої хвороби у віці 22 років Сюрваж переосмислив свою кар'єру і вступив до Московського училища живопису, скульптури та зодчества. Познайомившись із сучасним рухом через колекції Сергія Щукіна та Івана Морозова, він зв'язав свою долю з російським авангардом і до 1906 року був тісно пов'язаний із колом журналу «Золоте руно» (див. також Максиміліан Волошин). Познайомився з Олександром Архипенком, виставлявся разом з ним у компанії Давида Бурлюка, Володимира Бурлюка, Михайла Ларіонова та Наталії Гончарової. З Оленою Монюшко, яка згодом стала його дружиною, він подорожував Західною Європою, відвідавши Париж у липні 1908 року. Зрештою подружжя оселилося в Парижі, де Сюрваж працював налаштувальником фортепіано і недовго відвідував школу Анрі Матісса. Він виставлявся з групою «Бубновий валет» у Москві в 1910 році і вперше показав свої роботи у Франції — за наполяганням Архипенка — в «Осінньому салоні» 1911 року.
У 1913 році Сюрваж створив абстрактні композиції, використовуючи колір і рух, щоб викликати певні музичні відчуття. Під назвою «Кольорові ритми» (Rythmes colorés) він планував оживити ці ілюстрації за допомогою плівки, щоб створити «кольорові симфонії». Він бачив ці абстрактні образи як такі, що зливаються воєдино, але виставляв малюнки, виконані тушшю, окремо на «Осінньому салоні» в 1913 році та «Салоні Незалежних» у 1914 році. Статті про ці твори опублікували Гійом Аполлінер (Paris-J., липень 1914) і сам Сюрваж (Soirées Paris, липень–серпень 1914). У червні 1914 року, щоб розвинути свою ідею, Сюрваж безуспішно подав заявку на патент до кінокомпанії Gaumont. Якби йому вдалося зібрати кошти, він став би першим, хто почав створювати абстрактні фільми, ще до Вікінга Еґґелінґа та Ганса Ріхтера.
Починаючи з 1917 року, Сюрваж ділив майстерню — і схильність до алкогольних зловживань — з Амедео Модільяні в Парижі. Пізніше Сюрваж переїхав до Ніцци і протягом наступних восьми років створював високоструктуровані олійні та паперові роботи, пов'язані між собою серією лейтмотивів, повторюючи групи символічних елементів — людина, море, будівля, квітка, вікно, завіса, птах — так, наче вони були дійовими особами в серії рухомих зображень. Можливо, на нього вплинула творчість Марка Шагала, художника, відомого своїми вставками пар, що пливуть у повітрі, корів, півнів та різноманітної єврейської іконографії. До 1922 року Сюрваж почав відходити від кубізму на користь неокласичної форми. Можливо, на нього вплинули замовлення для «Російських сезонів» Сергія Дягілєва, починаючи з декорацій та костюмів для опери буфа Ігоря Стравінського «Мавра» в Паризькій опері в 1922 році. Хоча він був переважно живописцем, у цей період він також створював сценічні, гобеленові та текстильні ескізи (зокрема, для будинку Шанель у 1933 році). Ближче до кінця 1930-х років, у результаті його контакту з Андре Массоном, Сюрваж дедалі більше захоплюється символікою та містикою. Криволінійні форми, які раніше домінували в його композиціях, знову опинилися під контролем геометричної структури.
12 березня 1963 року Сюрважу було присвоєно звання офіцера ордена Почесного легіону. 31 жовтня 1968 року він помер у Парижі.

## Вибрані виставки
- 1968: Музей витончених мистецтв, Ліон
- 1930: Музей сучасного мистецтва, Нью-Йорк
- 1929: Галерея Кнедлер, Нью-Йорк
- 1920: Галерея сучасних мистецтв, Париж
- 1914: Салон незалежних, Париж
- 1913: Осінній салон, Париж

## Вибрані збірки
- Національний музей сучасного мистецтва Жоржа Помпіду, Париж
- Музей Бецалель, Єрусалим
- Третьяковська галерея, Москва
- Музей витончених мистецтв, Ліон
- Музей Малого палацу, Женева
- Національний музей сучасного мистецтва, Париж
- Музей сучасного мистецтва Сан-Франциско
- Музей сучасного мистецтва, Нью-Йорк
- Національний музей мистецтв, Москва
- Національний музей, Афіни